# Brebotte
Brebotte es una comuna francesa situada en el departamento del Territorio de Belfort, de la región de Borgoña-Franco Condado.
Los habitantes se llaman Brebottais.

## Geografía
Está ubicada a 10 km al sureste de Belfort.

## Demografía
| 204 | 218 | 226 | 215 | 220 | 260 | 324 | 364 |
| Para los censos de 1962 a 1999 la población legal corresponde a la población sin duplicidades (Fuente: INSEE [Consultar]) |     |     |     |     |     |     |     |